# 华楠
华楠（1921年—2015年2月27日），原名孙宝楠，男，山东乳山人，中国人民解放军少将。

## 生平
1936年4月参加中国共产党的外围组织中华民族解放先锋队。1938年3月加入中国共产党。历任八路军山东纵队政治部宣传大队大队长、鲁迅艺术学校政治协理员、司令部机要秘书、政治部教育科副科长，旅政治部宣教科科长、团政治处代理主任，鲁中军区政治部宣教科副科长、科长等职务，先后参加了鲁中反“扫荡”等战役战斗。抗日战争期间，参与创办了八路军山东纵队机关报《前卫报》，后来领导《鲁中日报》和《前卫报》的工作。
第二次国共内战时期，历任鲁中军区政治部宣教部部长，师政治部主任，军分区政治部主任、副政治委员兼政治部主任，兼任中共豫皖苏地委委员和宣传部部长，豫皖苏军区军政干部学校副政治委员兼政治部主任，军随营学校政治委员，兵团政治部宣传部部长等职务，先后参加了鲁南战役、莱芜战役、孟良崮战役、沙土集战役、上海战役等战役战斗。
中华人民共和国成立后，历任军委机关刊物八一杂志社副社长兼总编辑、中国人民解放军总政治部副秘书长兼总政治部主任办公室主任、解放军报社总编辑、中国人民解放军总政治部副秘书长、解放军报社社长、中国人民解放军总政治部副主任兼解放军报社社长等职。他曾兼任中共中央宣传口负责人、中共中央党史研究室副主任、中共中央党史资料征集委员会副主任等职。经历了“真理标准大讨论”等宣传事件，参与过不少重大决策以及文献、文件的起草工作。他是中共十一大、中共十二大代表。
1955年被授予大校军衔，1964年晋升为少将军衔。曾获二级独立自由勋章、二级解放勋章、一级红星功勋荣誉章。
2015年2月27日，华楠在北京病逝，享年94岁。